# میخاو اشپاک
میخاو اشپاک (به لهستانی: Michał Szpak) (زادهٔ ۲۶ نوامبر ۱۹۹۰) خواننده لهستانی است.
او در سال ۲۰۱۶ میلادی به نمایندگی از لهستان در مسابقهٔ آواز یوروویژن شرکت کرد و موفق شد با ترانهٔ «رنگ زندگی تو» به جایگاه هشتم دست یابد.